# La aventura de un fotógrafo en La Plata
La aventura de un fotógrafo en La Plata es una novela del escritor argentino Adolfo Bioy Casares, publicada en 1985. En el prólogo de la edición de 2005 el autor reconoce que es probable que haya aludido, aun sin proponérselo, al tema de los desaparecidos y afirma “No creo que uno pueda soñar una pesadilla tan terrible y no seguir escribiéndola al despertar.”

## Resumen de la trama
Nicolasito Almanza, un muchacho del interior de la provincia de Buenos Aires llega a La Plata con el encargo de su patrón de fotografiar los principales edificios y lugares de interés, como la famosa catedral, el Museo de Ciencias Naturales, la Facultad de Ciencias Exactas, y la estación ferroviaria. 
Apenas baja del tren que lo ha traído de Las Flores, tropieza con la familia Lombardo, conformada por el padre, un hombre muy decidido, sus dos jóvenes hijas junto al pequeño bebé de una de ellas y su otra hijita de 4 o 5 años. Casi instantáneamente, Nicolasito será seducido por cada uno de los miembros de la familia Lombardo para permanecer junto a ellos, que se alojan en una extraña pensión de mucha mejor calidad que la que habita él, junto a su amigo Mascardi, un coterráneo a quien hacía mucho tiempo que no veía y ahora se ha convertido en un policía algo inescrupuloso, que desconfía de la repentina amistad de Almanza con esa familia.
Decidido a cumplir con su encargo lo mejor posible, a pesar de verse envuelto en una interminable serie de interrupciones que van surgiendo, algo misteriosamente, a partir de su relación con los Lombardo y demás personajes (Mascardi, el viejo Gruter y su asistente Gladys, la patrona de la pensión, el viejito Lemonier y su novia Laura, el funebrero Lo Pietro y su Mono), Nicolasito recorre la extraordinaria ciudad en medio de una atmósfera neblinosa y fantasmagórica en la que ambos bandos, los Lombardo, por una parte y los demás personajes, rivalizan por él.